# Тчев
Тчев (пољ. Tczew) град је у Пољској у Војводству поморском. По подацима из 2012. године број становника у месту је био 60 769.

## Становништво
| 2012.  |
| ------ |
| 60 769 |

## Партнерски градови
- Вердер
- Lev HaSharon
- Витен
- Курск
- Биржај
- Баркинг и Дагенам
- Дембно
- Бове
- Чорноморск
- Ајзкраукле